# Pěnice turecká
Pěnice turecká, česky též pěnice Rüppellova (Curruca ruppeli), je pták z čeledi pěnicovití (Sylviidae).

## Výskyt
Pěnice turecká hnízdí v jižních částech Balkánského poloostrova a v Turecku, se zimujícími populacemi v některých dalších státech Blízkého východu a především v severní Africe. Zatoulanci byli objeveni i daleko v severní Evropě či na Britských ostrovech. Mezinárodní svaz ochrany přírody odhaduje velikost evropské populace na 103 000 až 510 000 párů.

## Popis
Pěnice turecká je pěvec o něco menší než vrabec, dosahuje velikosti 12,5 až 13,5 cm. Vyznačuje se hranatou hlavou a poměrně dlouhým krkem. Samci mají hlavu, hrdlo a horní partie hrudi černé, kontrastujícím znakem je pak výrazný bílý vous na obličeji. Krycí pera a ruční letky mají světlé lemy. Samice mají opeření obvykle více do hněda a šeda, se skvrnitou hlavou a hrdlem. Vous může být jen slabě patrný. Vnější ocasní pera jsou u obou pohlaví výrazně bílá. Samec i samice mají také shodně červené oči.

## Ekologie

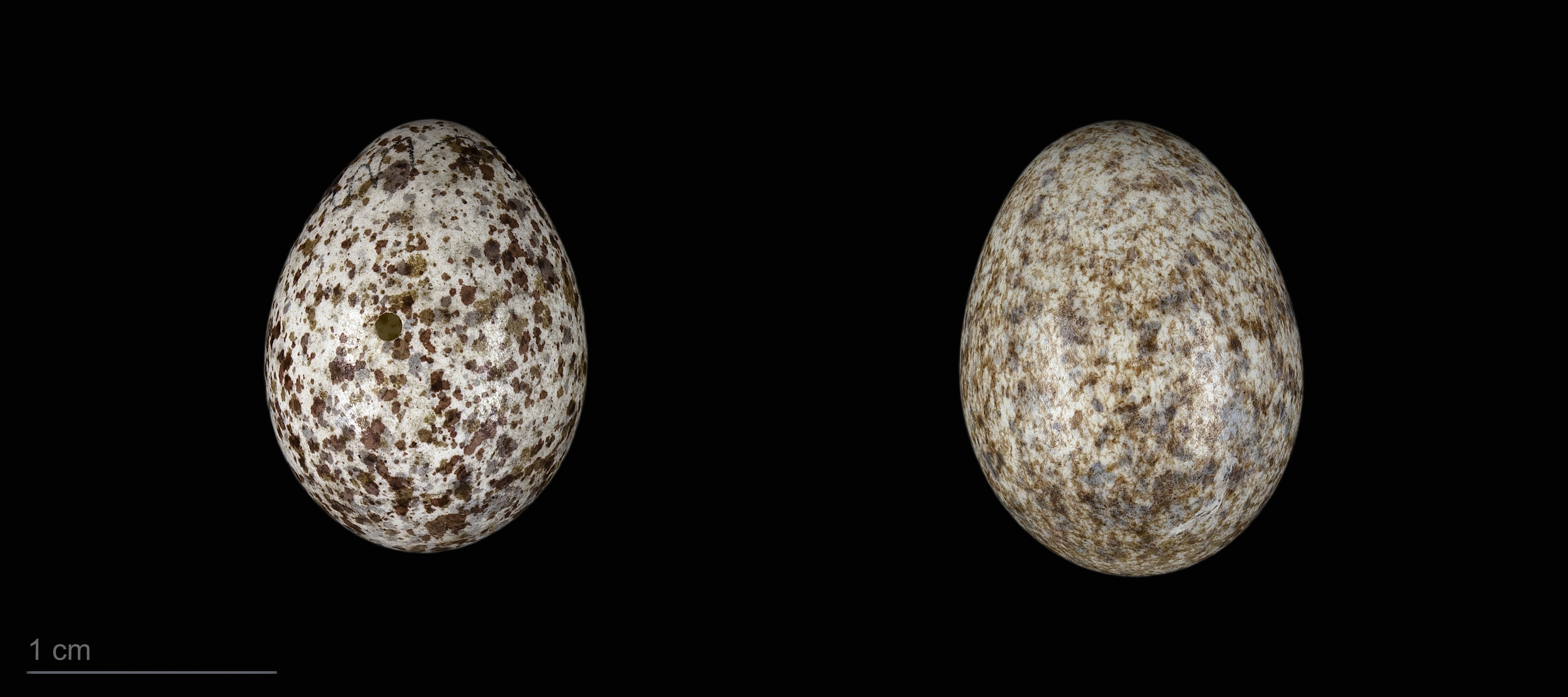
Curruca ruppeli

Pěnice turecká se vyskytuje v širokém spektru suchých oblastí mediteránu: od zalesněných oblastí přes řídké křovinaté lesy tvořené duby a cypřiši až po otevřený křovinatý terén. Hnízdí především v suchých a teplých skalnatých lokalitách a na stráních porostlých křovinnou vegetací, resp. vegetačním typem makchie. Hnízdo je šálkovitá struktura zhotovená z listů a stébel trávy. Pár si jej buduje v hustém trnitém křoví, typicky ve výšce asi 50 cm. O mláďata pečují oba rodiče. Potravu tohoto druhu tvoří hmyz a jiní bezobratlí – jakož i rostlinná složka, konkrétně bobule.

## Ohrožení
Mezinárodní svaz ochrany přírody považuje pěnici tureckou za málo dotčený druh.